# Shimada Shintaro
Shintaro Shimada (嶋田 慎太郎 Shimada Shintaro, sinh ngày 5 tháng 12 năm 1995 ở Mashiki, Kumamoto) là một cầu thủ bóng đá người Nhật Bản thi đấu cho Omiya Ardija.

## Thống kê câu lạc bộ
Cập nhật đến ngày 23 tháng 2 năm 2018.
| Thành tích câu lạc bộ | Thành tích câu lạc bộ | Thành tích câu lạc bộ | Giải vô địch | Giải vô địch | Cúp                   | Cúp                   | Tổng cộng | Tổng cộng |
| Mùa giải              | Câu lạc bộ            | Giải vô địch          | Số trận      | Bàn thắng    | Số trận               | Bàn thắng             | Số trận   | Bàn thắng |
| Nhật Bản              | Nhật Bản              | Nhật Bản              | Giải vô địch | Giải vô địch | Cúp Hoàng đế Nhật Bản | Cúp Hoàng đế Nhật Bản | Tổng cộng | Tổng cộng |
| --------------------- | --------------------- | --------------------- | ------------ | ------------ | --------------------- | --------------------- | --------- | --------- |
| 2014                  | Roasso Kumamoto       | J2 League             | 6            | 1            | 0                     | 0                     | 6         | 1         |
| 2015                  | Roasso Kumamoto       | J2 League             | 38           | 6            | 3                     | 1                     | 41        | 7         |
| 2016                  | Roasso Kumamoto       | J2 League             | 35           | 1            | 1                     | 0                     | 36        | 1         |
| 2017                  | Roasso Kumamoto       | J2 League             | 34           | 4            | 1                     | 0                     | 35        | 4         |
| Tổng cộng sự nghiệp   | Tổng cộng sự nghiệp   | Tổng cộng sự nghiệp   | 113          | 12           | 5                     | 1                     | 118       | 13        |